# Shaka King

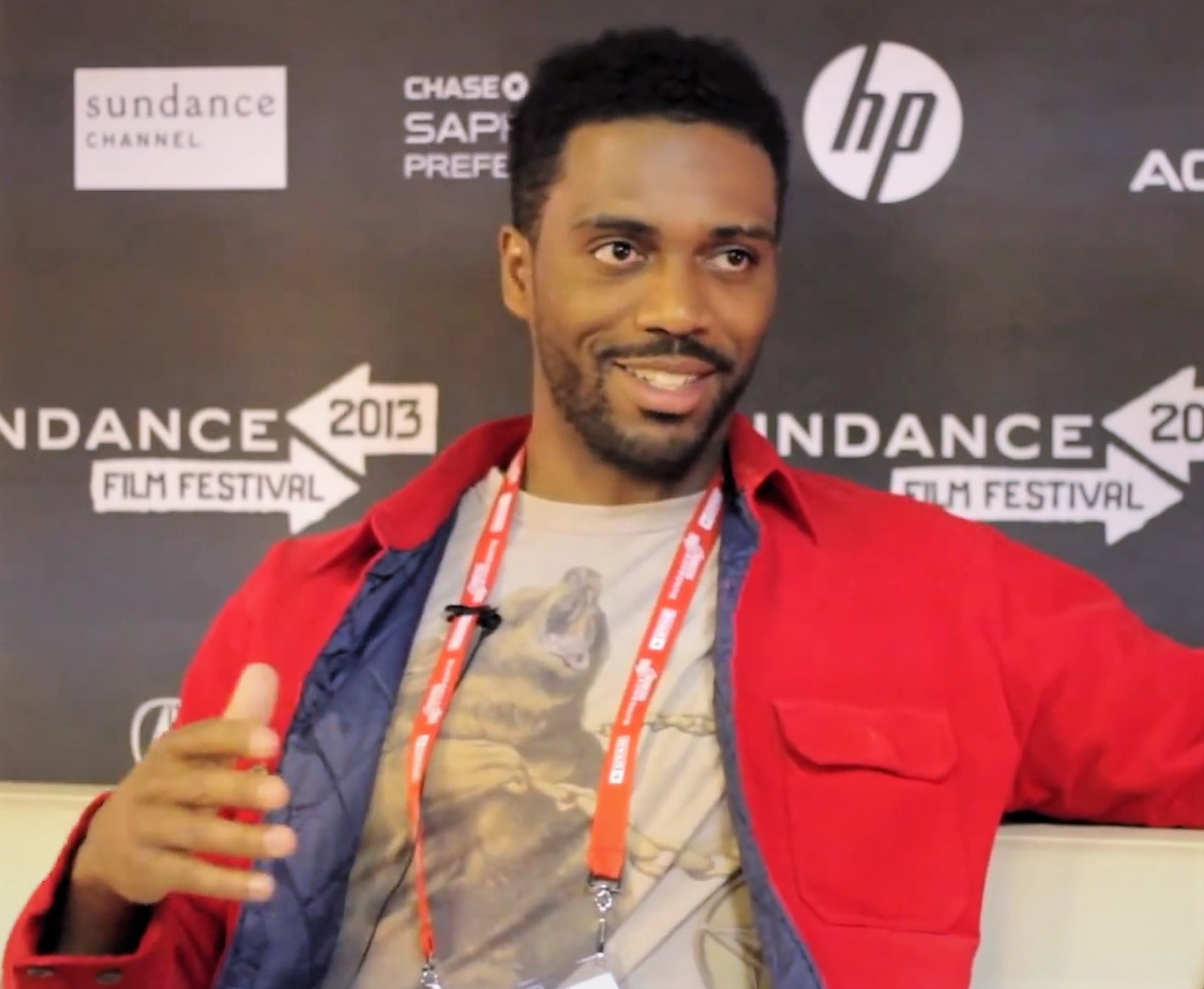
Shaka King

Shaka King (* in New York) ist ein US-amerikanischer Drehbuchautor, Filmregisseur und Filmproduzent.

## Leben
Der in New York geborene Shaka King wuchs in Brooklyn im Stadtteil Bedford–Stuyvesant, umgangssprachlich Bed-Stuy genannt, auf. Er besuchte Schulen über ganz New York verteilt, so in East Harlem und Fort Green, einen Großteil seiner Schulzeit verbrachte er allerdings in Bay Ridge. Die Familie seines Vaters stammt aus Panama, die Familie seiner Mutter aus Barbados und Panama. King ist ein Einzelkind. Beide Eltern arbeiten als Lehrer an öffentlichen Schulen.
Kings Spielfilmdebüt Newlyweeds, eine Stoner-Komödie, handelt von einem lebenshungrigen, jungen Paar, das im Stadtteil Bedford-Stuyvesant lebt und am liebsten dem Konsum von Marihuana und Haschisch frönt. Der Film feierte im Januar 2013 beim Sundance Film Festival seine Premiere. Dort stellte er zwei Jahre später auch seinen Kurzfilm Mulligans vor. Sein Kurzfilm LaZercism aus dem Jahr 2017 mit Lakeith Stanfield in der Hauptrolle erzählt von einer Welt, in der weiße Menschen unter einem „rassistischen Glaukkom“ leiden, eine Krankheit, die sie daran hindert, ihre schwarzen Mitbürger wahrzunehmen. Stanfield ist auch in seinem zweiten Spielfilm Judas and the Black Messiah in der Hauptrolle zu sehen, während Daniel Kaluuya für die Rolle von Fred Hampton gewonnen werden konnte.
Im Sommer 2021 wurde King Mitglied der Academy of Motion Picture Arts and Sciences.
King lebt noch immer in Brooklyn.

## Filmografie (Auswahl)
- 2009: Cocoa Loco (Kurzfilm)
- 2013: Newlyweeds
- 2015: Mulignans (Kurzfilm)
- 2016–17: People of Earth (Fernsehserie, 5 Folgen)
- 2017: LaZercism (Kurzfilm)
- 2019–20: Shrill (Fernsehserie, 4 Folgen)
- 2021: Judas and the Black Messiah

## Auszeichnungen (Auswahl)
Black Reel Award
- 2021: Nominierung als Bester Film (Judas and the Black Messiah)
- 2021: Nominierung für die Beste Regie (Judas and the Black Messiah)
- 2021: Nominierung für die Beste Nachwuchsregie (Judas and the Black Messiah)
- 2021: Nominierung für das Beste Drehbuch (Judas and the Black Messiah)[11]

Independent Spirit Award
- 2014: Auszeichnung mit dem Someone to Watch Award (Newlyweeds)

Oscar
- 2021: Nominierung als Bester Film (Judas and the Black Messiah)
- 2021: Nominierung für das Beste Originaldrehbuch (Judas and the Black Messiah)

Sundance Film Festival
- 2013: Nominierung für den Publikumspreis in der Sektion Best of Next! (Newlyweeds)
- 2015: Nominierung für den Short Film Grand Jury Prize	(Mulignans)
- 2018: Nominierung für den Short Film Grand Jury Prize (LaZercism)

Writers Guild of America Award
- 2021: Nominierung für das Beste Originaldrehbuch (Judas and the Black Messiah)